# Vasquez Rocks
Vasquez Rocks (Vasquezovy skály) je přírodní park nacházející se nedaleko města Agua Dulce v kalifornském okrese Los Angeles County. Má rozlohu 377 hektarů, nedaleko něj vede silnice Antelope Valley Freeway a turistická stezka Pacific Crest Trail. Skály jsou tvořeny slepenci a brekciemi vyzdviženými na povrch před 25 miliony lety při vzniku zlomu San Andreas a zformovanými erozí. Původně zde žili domorodí Tataviamové, v sedmdesátých letech 19. století se ve skalách skrýval bandita Tiburcio Vásquez, podle něhož dostaly jméno. Díky bizarním skalním útvarům a blízkosti Los Angeles jsou Vasquez Rocks často vyhledávány filmaři: točil se zde Star Trek, Vlkodlak v Londýně, The Outer Limits, The Wild Wild West, Ohnivá sedla, Roswell a Teorie velkého třesku. V roce 1972 byla lokalita zapsána do Národního registru historických míst Spojených států amerických.